# Megalithische Steinkiste
Als megalithische Steinkiste oder Großkiste wird eine neolithische Steinkiste bezeichnet, die primär in Bohuslän, Dalsland, im nördlichen Halland (Dvärgahuset), in Närke, im westlichen Östergötland in Västergötland (Herrljunga, Horshaga, Lerum, Södra Härene, Sjökullen, Skogsbo), in Småland (Göteryd und Bromölla), Värmland (Tempelgraven) und in Schonen (in Schweden) aber auch in Nordjütland (Blærekisten) vorkommt. Die nördlichste Großkiste wurde 1960 bei Dragby im mittleren Uppland gefunden.

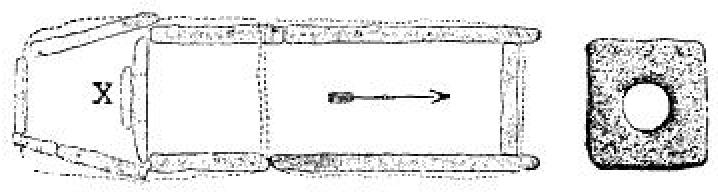
Steinkiste von Backa

## Abgrenzung
Die Zahl aller schwedischen Steinkisten liegt bei fast 2000. Nach Angaben des National Heritage Board gibt es 649 in Västergötland, 129 in Dalsland, 97 in Bohuslän, 70 in Halland und rund 100 in Värmland. Darüber hinaus gibt es eine größere Zahl in Småland und Schonen sowie eine kleinere Anzahl in andere Landschaften Südschwedens.
Die megalithische Steinkiste ist nicht mit den nahezu 2000 kleinen, oft unter Rösen liegenden bronzezeitlichen Steinkisten in Schweden zu verwechseln, sondern entspricht typologisch dem westeuropäischen Galeriegrab.

## Aufbau
Die Komponenten der megalithischen Kiste wurden aus unterschiedlichen Materialien, vorwiegend jedoch aus großen erratischen Blöcken errichtet. Die stets rechteckigen Kisten sind mitunter separiert. Es gibt solche mit zwei (Bäckaryd, Småland) und solche mit drei Bereichen (Skogsbo, Skrelunda; Trumpetaregården), die durch Trennwände mit einem Seelenloch (schwed. Gavelhål) gebildet werden. Seelenlöcher kennzeichnen den äußeren Zugang und die Zonentrennung von etwa 65 Großkisten jedoch ausschließlich im westlichen Mittelschweden. Die größte Konzentration megalithischer Kisten liegt mit etwa 100 Anlagen bei Göteryd. Bisweilen ist ein offener antenartiger überdeckter Vorraum vorhanden.
Die Kiste am Gillhög in Schonen ist drei Meter lang. Sie hat drei Decksteine und einen Boden aus Rollsteinen. In anderen Fällen war der Boden mit Platten bedeckt. Die große Kiste enthielt eine einzige Bestattung. Da sie keinen Zugang aufweist, war sie auch als Einzelgrab geplant. Aus ungeklärter Ursache fehlt den Steinkisten oftmals der Schlussstein einer Schmalseite, oder er wurde durch einen Schwellenstein ersetzt, was auf Kollektivbestattung weist. Die 3,5 m lange Kiste von Ängamöllan ist ein solches Beispiel. Hier fand man sieben Individuen. Dass in Großkisten, auch Nachbestattungen und diese sogar bis in die Bronzezeit erfolgten, belegen u. a. die 3,2 m lange unterteilte Kiste von Skrelunda und die 8,2 m lange Kiste von Jättakullen beide in Västergotland.

Megalithische Steinkisten
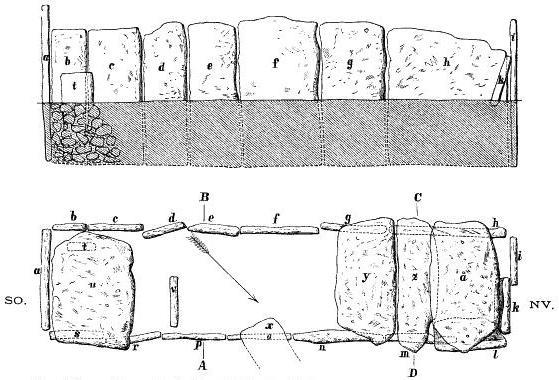
Megalithische Steinkiste von Nöbbele(d) bei Växjö
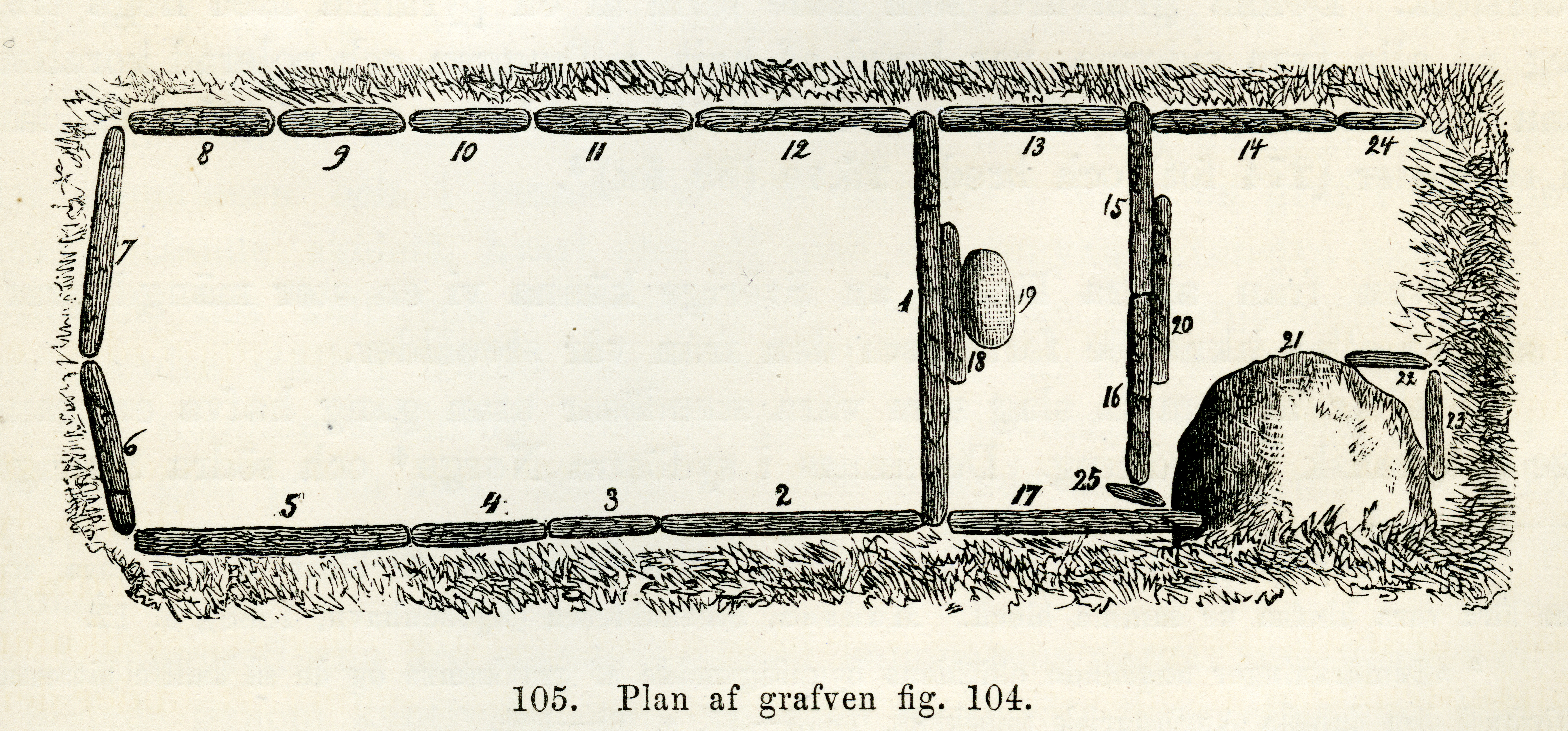
Steinkiste Utbogården in Karleby
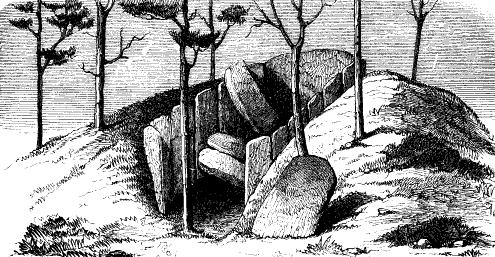
Steinkiste von Skottened
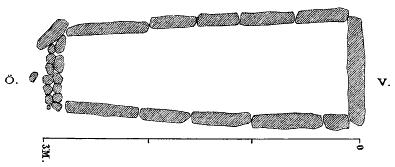
Steinkiste von Vesterlösa
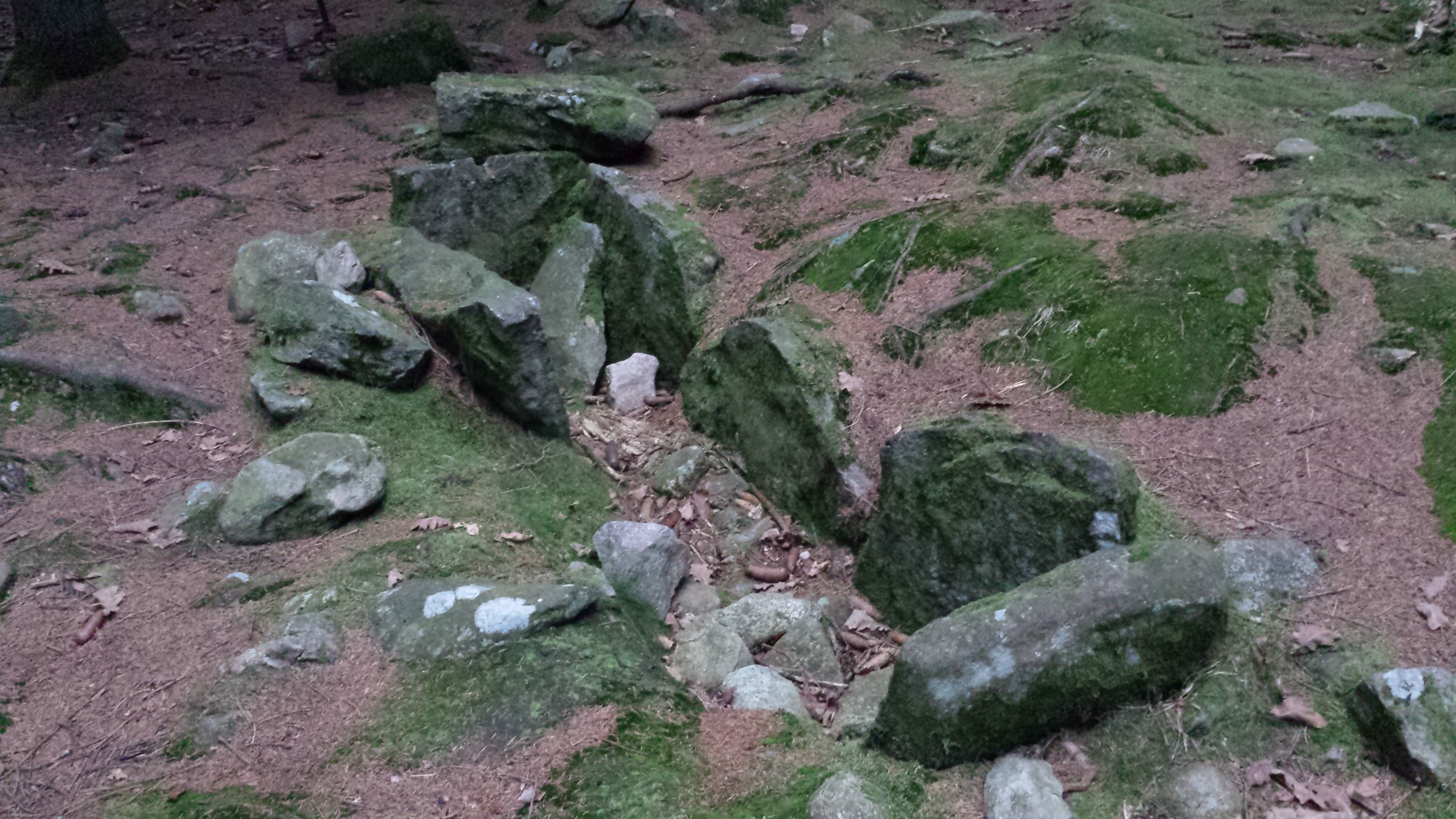
Fulltofta Schonen
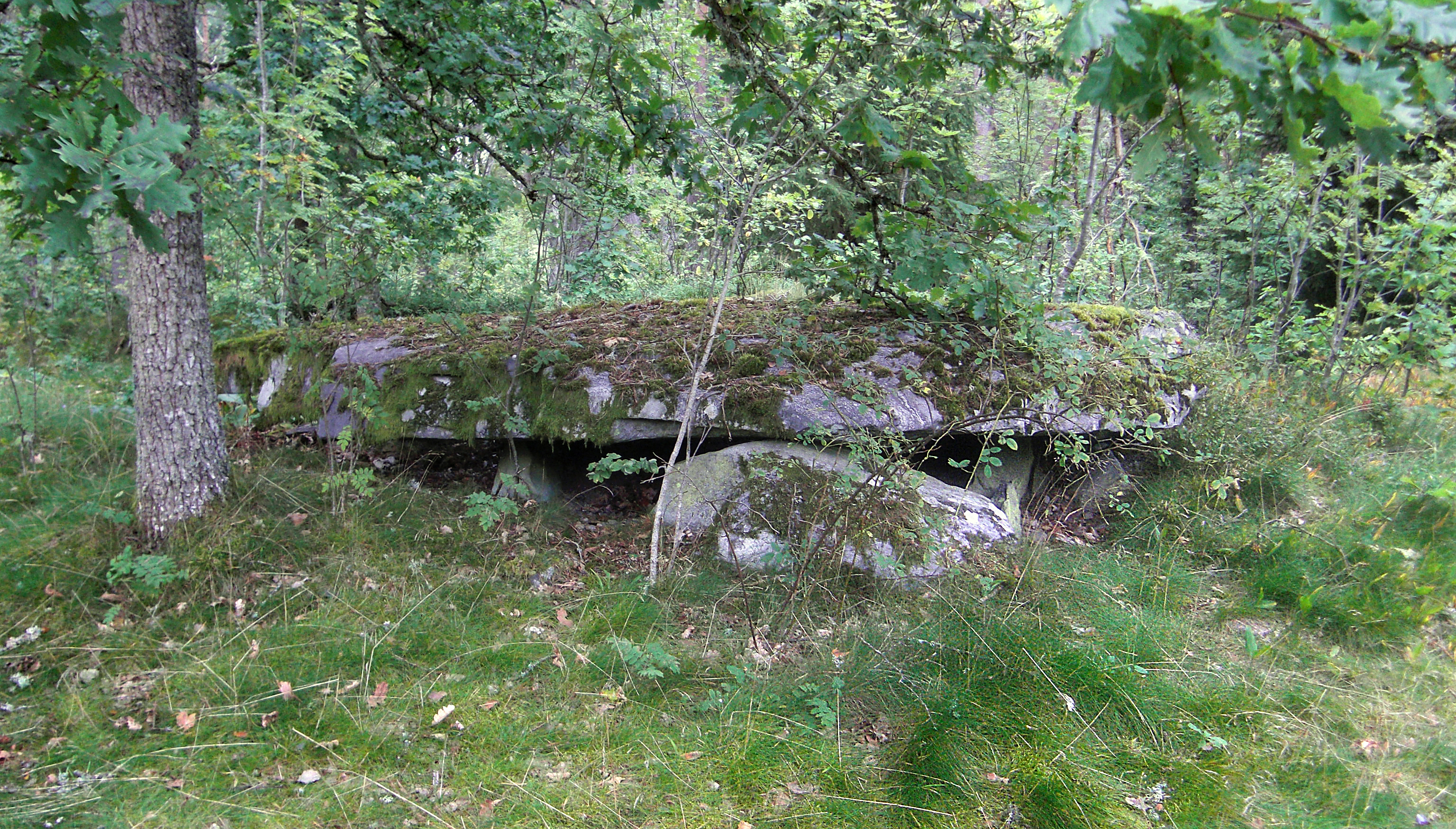
Steinkiste von Levene Västergötland
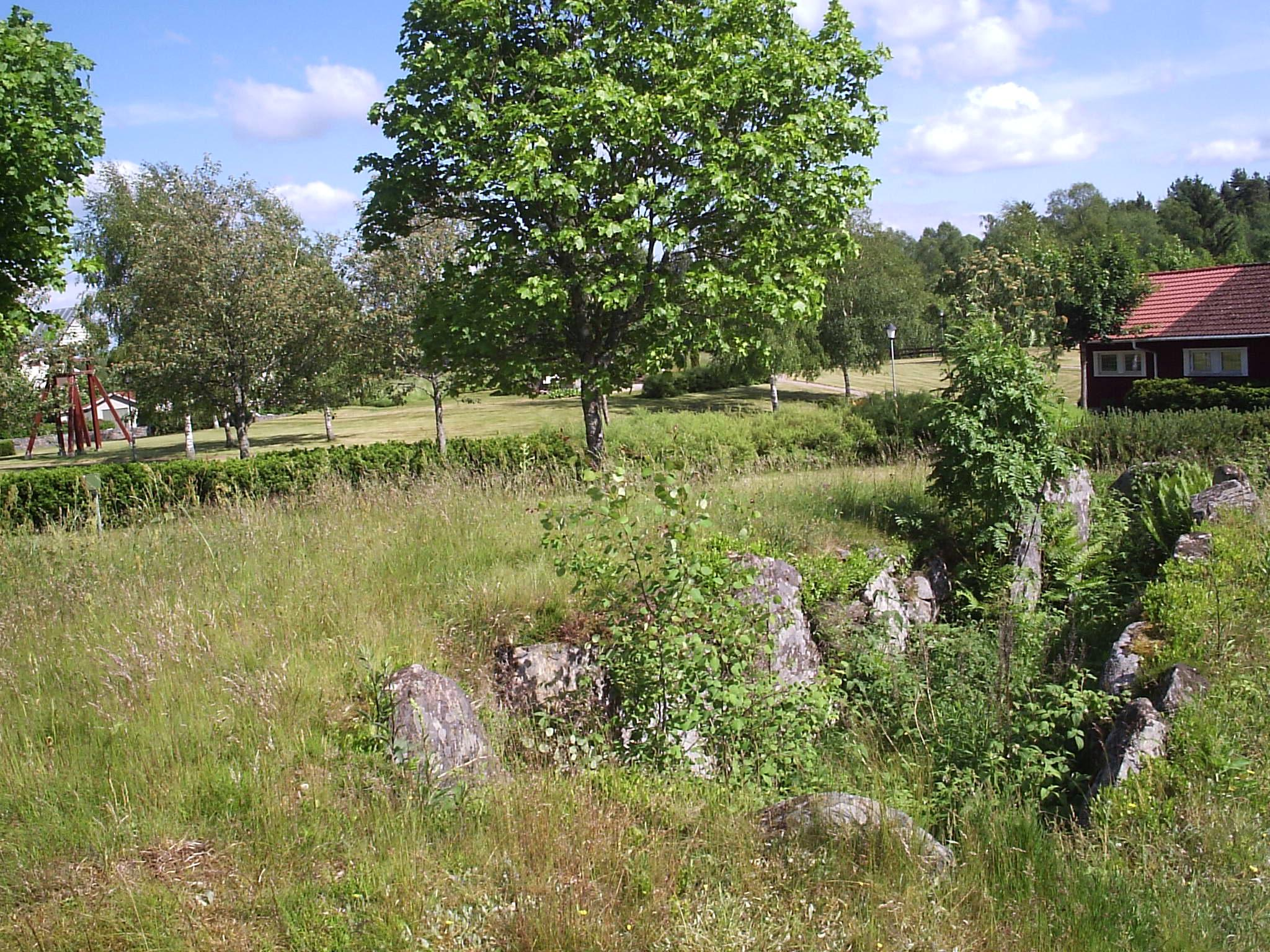
Steinkiste von Herrljunga
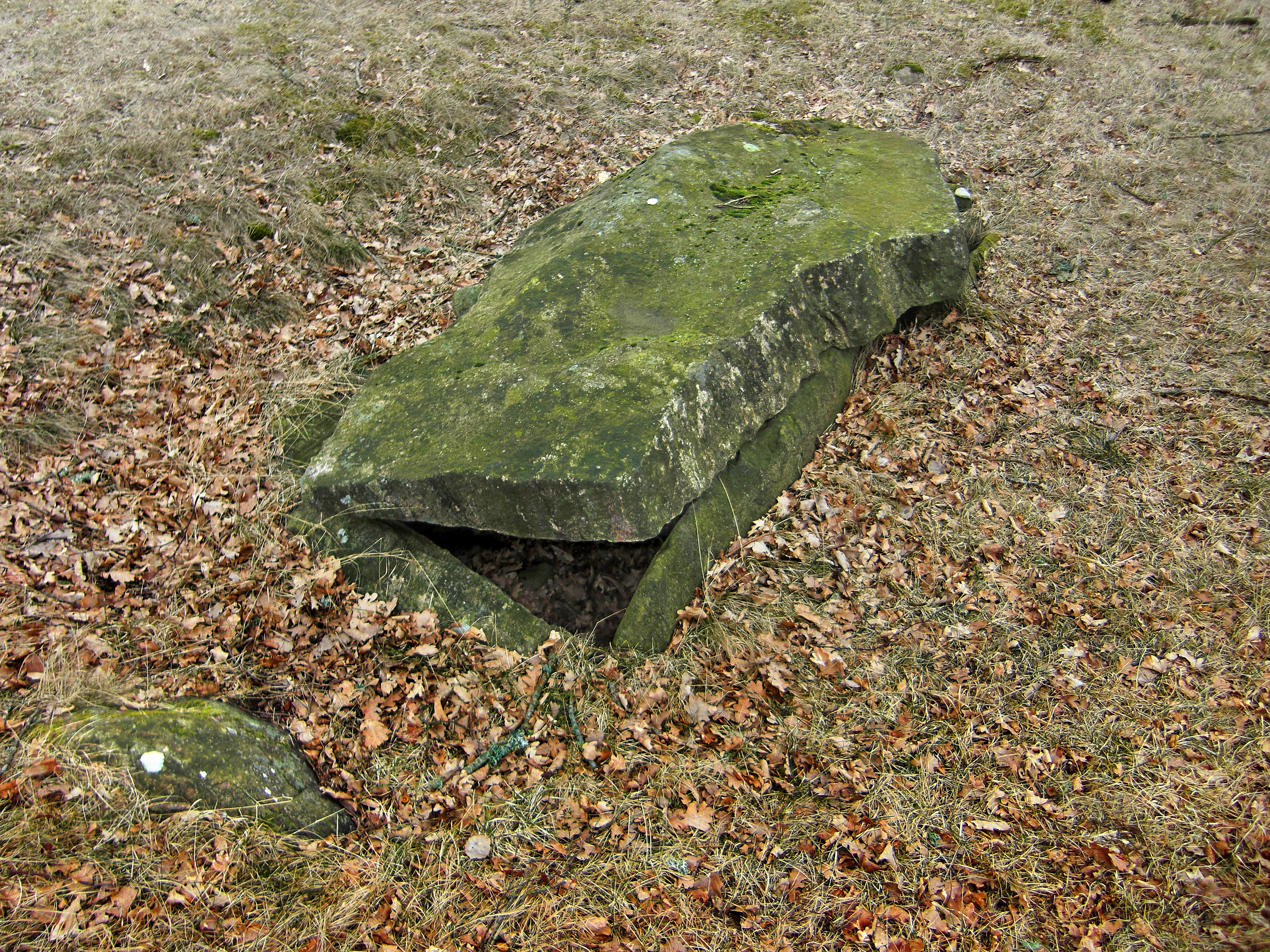
Kleine Steinkisten wie die von Bostället sind häufiger
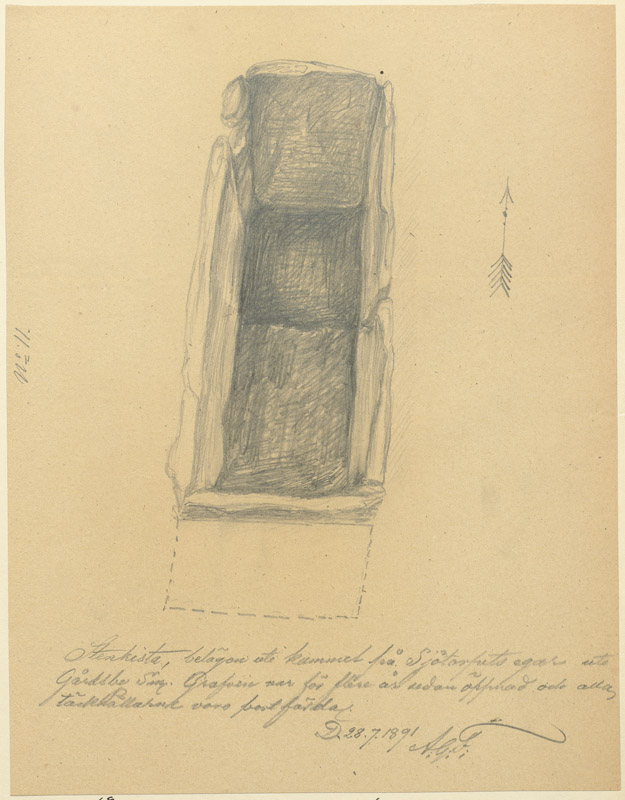
Steinkiste von Sjötorpet bei Växjö
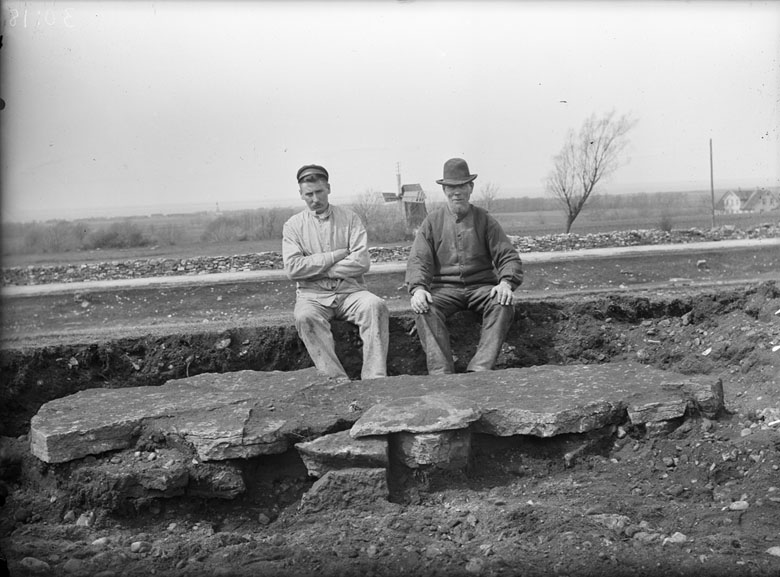
Mörbylånga
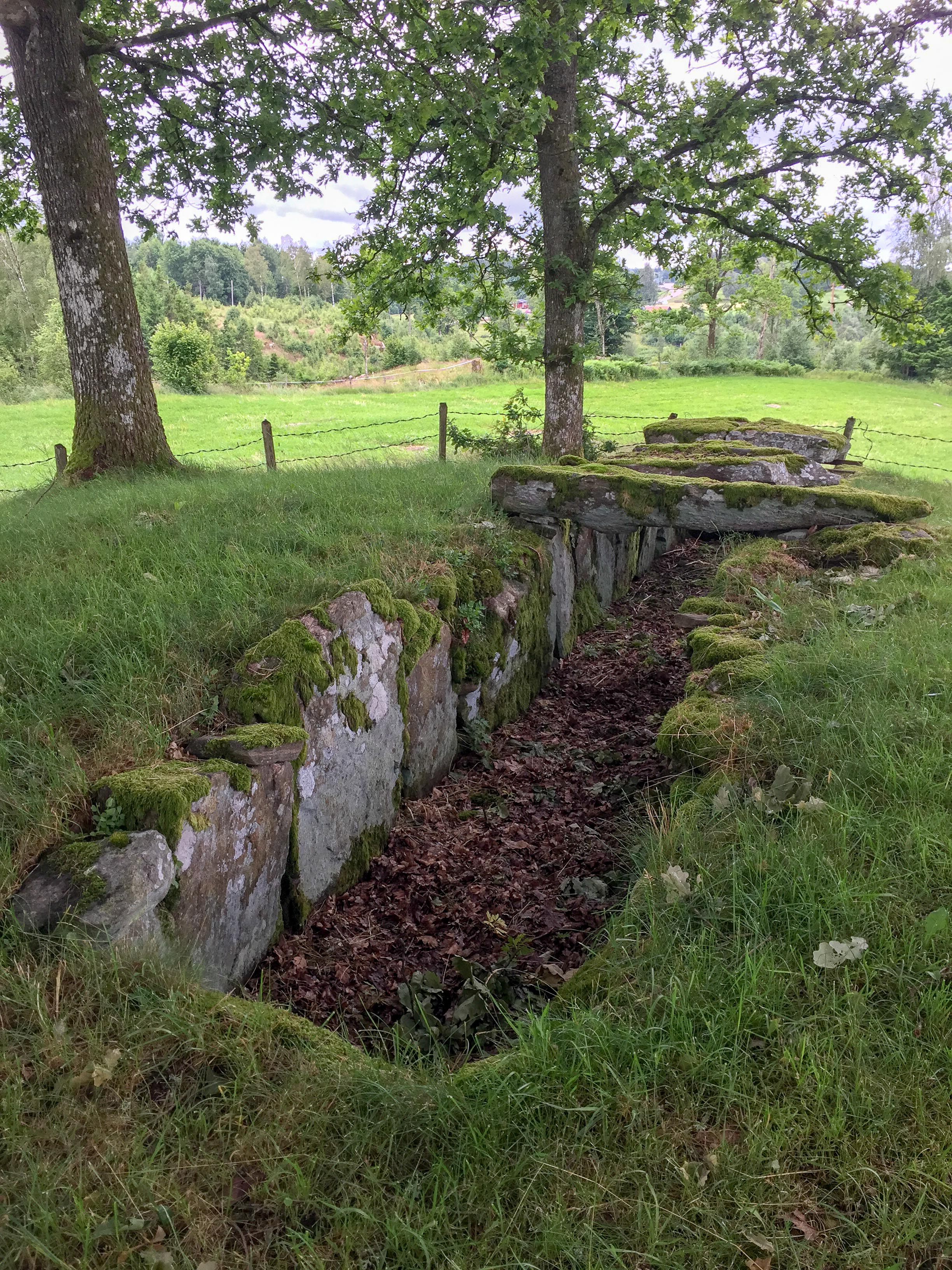
Källsjö in Halland
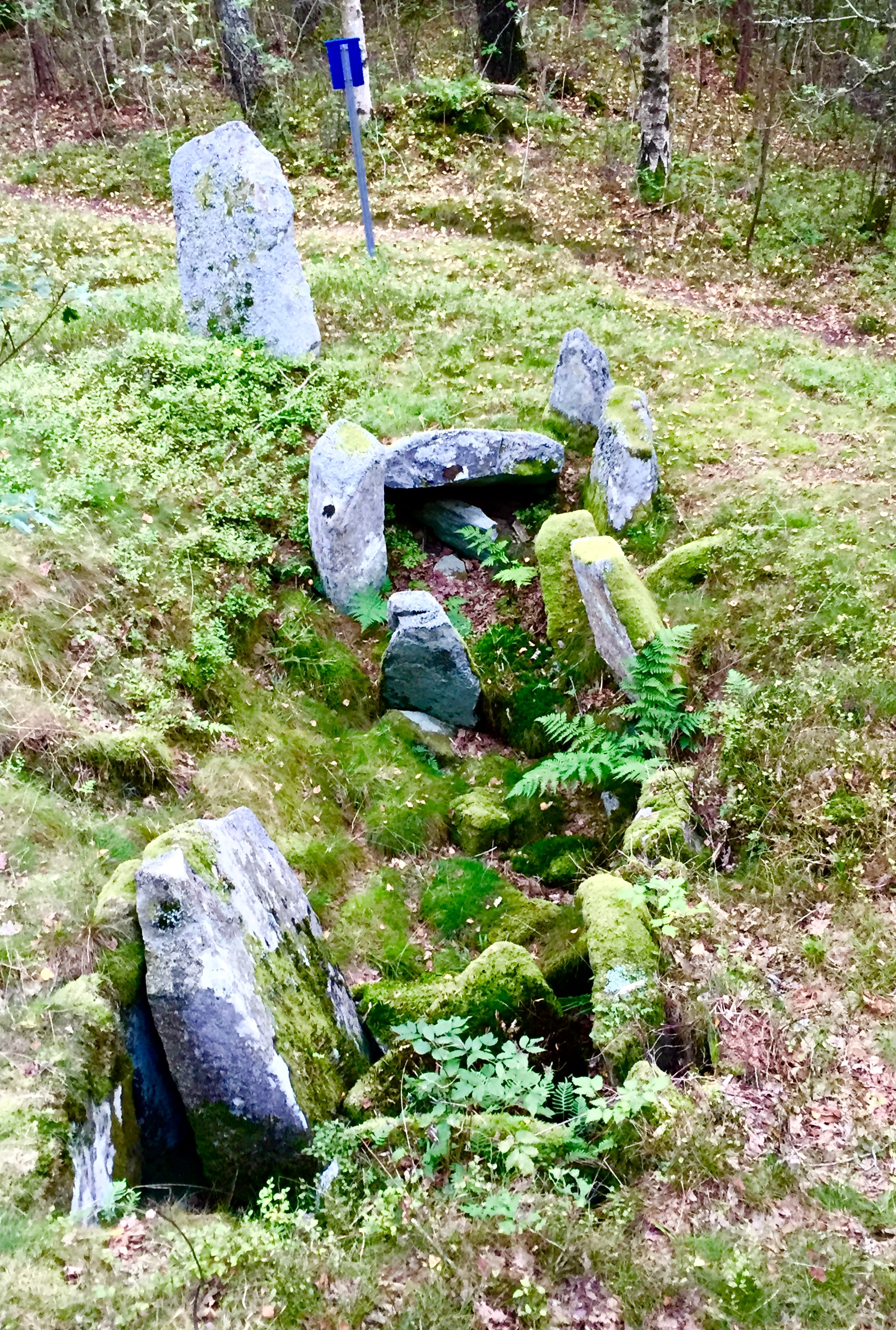
Sankt Görans grav

Die megalithischen Steinkisten befinden sich im Erdboden und werden von flachen, runden, ovalen oder eckigen Erd- oder Steinhügeln bedeckt. Die Länge dieser Kisten liegt meist zwischen 2,5 und 4 Metern. Es gibt jedoch auch Fälle, in denen sie bei sechs bis acht Metern liegt (Steinkiste von Hulta in Källsjö). Diese Grenze überschreitet die Steinkiste von Skogsbo mit 9,3 m, die stark gestörte Kiste von Fjällsökla in Dalsland mit etwa 12,0 m und die Steinkiste von Södra Härene mit etwa 14,0 m; jene von Skattegården bei Vilske-Kleva ist nur geringfügig kürzer. Damit Erreichen sie die Größe der größten Megalithanlagen in Dänemark.